# Governador de Sheerness
O governador do Forte de Sheerness e da Ilha de Sheppey foi um oficial militar que chefiou as fortificações em Sheerness, na Ilha de Sheppey, parte das defesas do estuário de Medway. A região tinha sido fortificada desde a época de Henrique VIII, mas as fortificações de Sheerness foram danificadas em 1667, quando foi tomada durante o ataque holandês em Medway. em seguida, foi fortificado quando Sheerness se transformou no local de um grande estaleiro da Marinha Real, em atividade até 1960. A função de governador foi extinto em 1852, quando o último governador, Lord Combermere, aceitou a função de condestável da Torre.

## Governadores de Sheerness
- 1670-1679: Nathaniel Darrell [1]
- 1679-1690: Sir Charles Lyttelton, 3º Baronete [1]
- 1729–1745: Lord Mark Kerr [2]
- 1745–1749: John Huske [3]
- 1749–1752: Charles Cadogan, 2º Barão Cadogan [4]
- 1752–1778: Sir John Mordaunt [5]
- 1778–1811: Francis Craig [6]
- 1821–1852: Stapleton Cotton, 1º Visconde Combermere [7]

## Tenentes-Governadores de Sheerness
- 1690–1725: Thomas King [8]